# Italia Marittima

Bandiera di Italia Marittima, utilizzata anche dal Lloyd Triestino dal 1932

Italia Marittima è il nome assunto dal 1º marzo 2006 dalla compagnia di navigazione Lloyd Triestino di navigazione.
L'azienda nacque nel 1836 come una branca dell'Österreichischer Lloyd sotto l'Impero asburgico ed è fra le più antiche compagnie di navigazione del mondo. La sua sede centrale e direzione si trovano a Trieste.

## Storia

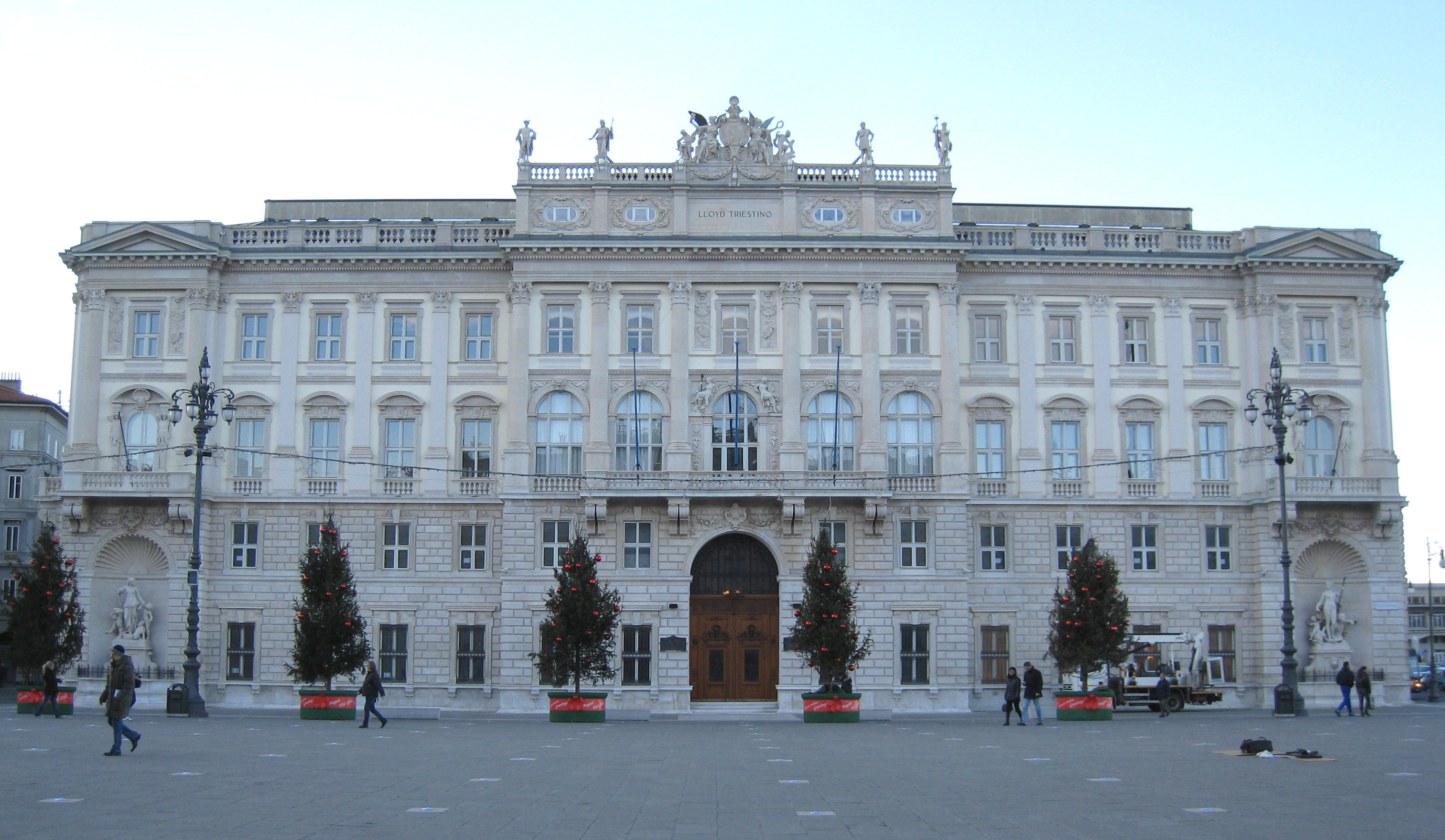
La sede storica del Lloyd Triestino, ora sede della Regione Friuli-Venezia Giulia

Già alle origini si rivolse principalmente verso l'Oriente, realizzando collegamenti merci e passeggeri dal Mar Mediterraneo. Nel dicembre 1837 la compagnia impiantò a Trieste una propria officina di riparazioni, in un edificio situato presso il vecchio lazzaretto. L'officina, che nel 1839 venne ingrandita e dotata di nuovi macchinari fu in forma embrionale il primo arsenale Lloyd.
Nel 1853 per la manutenzione e le riparazioni periodiche delle navi della compagnia venne decisa la realizzazione a Trieste di un grande cantiere navale denominato Arsenale Lloyd da destinare non solo alle riparazioni ma anche alla costruzione di nuove navi. La posa della prima pietra per la costruzione del cantiere avvenne il 30 maggio 1853 alla presenza dell'Arciduca Ferdinando Massimiliano. L'opera realizzata dall'architetto danese Hans Christian Hansen venne ultimata nel 1861 e l'arsenale occupava 3.000 lavoratori.
Tra il 1854 ed il 1859, il Lloyd gestì una regolare linea di navigazione che collegava, con piroscafi a vapore, Venezia e Trieste, tramite il Po ed il Ticino, con Pavia, dove, grazie al Naviglio Pavese, era poi possibile proseguire la navigazione fino a Milano.
Dal 1855 il "Lloyd Adriatico", avendo assunto un'importanza strategica per l'Impero austriaco ebbe dei finanziamenti statali. Durante la guerra contro l'Italia nel 1866, molte navi della compagnia vennero consegnate alla Marina Imperiale ed utilizzate come trasporto di truppe.
Il ruolo di Trieste vide crescere la sua importanza nel 1867 con la realizzazione della Südbahn (Ferrovia Meridionale) che facilitava il trasporto delle merci dal porto verso le regioni dell'Europa centro-orientale. In quel periodo il Lloyd era la più grande compagnia di navigazione del Mediterraneo e Trieste il principale porto dell'Impero asburgico.
Nel 1867 con l'Ausgleich l'Impero austriaco diventava Impero austro-ungarico e nel 1872 il Lloyd austriaco assumeva la denominazione di  "Österreichisch-Ungarischer Lloyd - Lloyd Austro-Ungarico". Intanto nel 1869 il Lloyd era diventato azionista della Compagnia di Suez di cui Pasquale Revoltella, uno dei componenti del consiglio di amministrazione del Lloyd, ebbe la carica di vice presidente. Con l'apertura del canale vennero attivate le rotte per l'estremo oriente e alla cerimonia ufficiale di apertura tre navi a vapore del Lloyd "Pluto", "Vulkan" e "America" fecero parte del convoglio inaugurale.
Tra il 1880 e il 1883 venne costruita la nuova sede centrale a Trieste, che attualmente ospita la sede della Regione Friuli-Venezia Giulia. Il palazzo della nuova sede venne realizzato dall'architetto Heinrich von Ferstel, che aveva in precedenza progettato l'Università di Vienna.
Durante i festeggiamenti per il cinquantenario della fondazione, il 27 settembre 1886, venne varata la nave a vapore "Imperator" destinata ad operare sulle rotte dell'Asia orientale.
Intanto, con il crescere dell'importanza di Fiume che era nella parte ungherese dell'Impero Asburgico, il Regno d'Ungheria prese la decisione di destinare alla Società di Navigazione Adria, che aveva la sua sede a Fiume, i finanziamenti precedentemente destinati al Lloyd. In seguito a questo, nel 1891 la denominazione della società tornò ad essere "Österreichischer Lloyd - Lloyd Austriaco".
Nel 1906 la sede centrale della compagnia venne trasferita da Trieste a Vienna.
Nel 1909 i cantieri navali vennero costituiti in una società che apparteneva al 50% al Lloyd austriaco e per il 50% allo Stabilimento Tecnico Triestino.
Con il passaggio di Trieste all'Italia nel 1919 la compagnia cambiò nome in Lloyd Triestino di Navigazione.
Nel 1936 a seguito di una ristrutturazione delle maggiori compagnie di navigazione, il coordinamento ed il controllo passò sotto la giurisdizione della Finmare, una finanziaria a controllo statale.
Alla compagnia, dopo decenni di crescita e ricchezza, al termine della seconda guerra mondiale rimasero solo 5 navi.
La società riconquistò gradualmente le linee con Africa, India, Pakistan, Australia ed Estremo Oriente. Nel 1956 la flotta del Lloyd Triestino contava già 31 unità, di cui 28 di proprietà.
Gli anni settanta rappresentarono anni di forti cambiamenti nel settore dei trasporti con l'avvento dei container. La Società riuscì a modernizzarsi ed a rendere i suoi servizi globali.
Gli anni ottanta videro ancora una crescita della compagnia, mentre gli anni novanta videro il trasferimento della compagnia nella nuova sede a Palazzo della Marineria una modernissima struttura che dal 1991 è la sede centrale.

## La rinascita del Lloyd Austriaco
Nel 1921 l'accordo di Barcellona aveva riconosciuto agli stati che si erano formati in seguito alla prima guerra mondiale e privi di uno sbocco sul mare, il diritto ad esercitare il traffico commerciale marittimo. Questo rese possibile la rinascita del "Österreichischer Lloyd" con sede a Vienna. Questa società nacque tuttavia molti anni dopo, nel 1951, facendo propri la storia e i simboli dell'"Österreichischer Lloyd".

## Il gruppo Evergreen
Il Lloyd Triestino alla fine del 1998 venne acquisito dalla multinazionale taiwanese Evergreen Marine Corporation, a sua volta facente parte dell'Evergreen Group, con la quale aveva iniziato una stretta collaborazione sin dal 1993.
Il 1º marzo 2007 le quattro compagnie di navigazione del gruppo Evergreen, Italia Marittima SpA, Evergreen Marine Corp (Taiwan) Ltd., Evergreen Marine (Regno Unito) Ltd ed Evergreen Marine (Hong Kong) Ltd., in seguito ad un accordo diventato operativo dal successivo 1º maggio hanno dato vita, pur mantenendo ciascuna la propria autonomia, alla Evergreen Line.

## Flotta
Dati relativi alla consistenza della flotta societaria a giugno 2016.
Fonti: RINA, American Bureau of Shipping, Germanischer Lloyd e banca dati sistema Equasis.
| Nome           | Porto di registrazione | Numero IMO | Indicativo di chiamata | MMSI      | Dimensioni (lunghezza f.t. × larghezza × pescaggio, in metri) | Stazza lorda (t.s.l.) | Portata lorda (t.p.l. e nº max. di TEU) | Cantiere                                       | Data consegna    |
| -------------- | ---------------------- | ---------- | ---------------------- | --------- | ------------------------------------------------------------- | --------------------- | --------------------------------------- | ---------------------------------------------- | ---------------- |
| ITAL Usodimare | Trieste                | 9196979    | IBPO                   | 247009600 | 285 × 40 × 12,7                                               | 69.218                | 63.216 t.p.l. (DWT) 5.652 TEU           | Mitsubishi Heavy Industries Kōbe, Giappone     | 27 novembre 2000 |
| ITAL Unica     | Trieste                | 9196981    | IBSM                   | 247012800 | 285 × 40 × 12,7                                               | 69.218                | 63.216 t.p.l. (DWT) 5.364 TEU           | Mitsubishi Heavy Industries Kōbe, Giappone     | 13 marzo 2001    |
| ITAL Universo  | Trieste                | 9196993    | IBSP                   | 247012900 | 285 × 40 × 12,7                                               | 69.218                | 63.216 t.p.l. (DWT) 5.364 TEU           | Mitsubishi Heavy Industries Kōbe, Giappone     | 31 maggio 2001   |
| ITAL Lunare    | Trieste                | 9322499    | ICES                   | 247206900 | 294,05 × 32,2 × 13,5                                          | 54.152                | 68.038 t.p.l. (DWT) 5.060 TEU           | Hanjin Heavy Industries Yeongdo, Corea del Sud | 21 maggio 2007   |
| ITAL Laguna    | Trieste                | 9322463    | ICBF                   | 247185200 | 294,05 × 32,2 × 13,5                                          | 54.152                | 68.038 t.p.l. (DWT) 5.060 TEU           | Hanjin Heavy Industries Yeongdo, Corea del Sud | 6 novembre 2006  |
| ITAL Libera    | Trieste                | 9322475    | ICDK                   | 247188100 | 294,05 × 32,2 × 13,5                                          | 54.152                | 68.038 t.p.l. (DWT) 5.060 TEU           | Hanjin Heavy Industries Yeongdo, Corea del Sud | 14 febbraio 2007 |
| ITAL Lirica    | Trieste                | 9322487    | ICEI                   | 247190800 | 294,05 × 32,2 × 13,5                                          | 54.152                | 68.038 t.p.l. (DWT) 5.060 TEU           | Hanjin Heavy Industries Yeongdo, Corea del Sud | 2 aprile 2007    |
| ITAL Mattina   | Trieste                | 9315915    | ICLJ                   | 247233100 | 264,21 × 32,20 × 12,80                                        | 40.020                | 53.644 t.p.l. (DWT) 4.363 TEU           | Hyundai Mipo Dockyard Ulsan, Corea del Sud     | 20 giugno 2007   |
| ITAL Milione   | Trieste                | 9349617    | IBTZ                   | 247268700 | 264,21 × 32,20 × 12,80                                        | 41.855                | 53.611 t.p.l. (DWT) 4.363 TEU           | Hyundai Mipo Dockyard Ulsan, Corea del Sud     | 9 giugno 2008    |
| ITAL Moderna   | Trieste                | 9349629    | IBZT                   | 247283500 | 264,21 × 32,20 × 12,80                                        | 40.020                | 53.644 t.p.l. (DWT) 4.363 TEU           | Hyundai Mipo Dockyard Ulsan, Corea del Sud     | 24 ottobre 2008  |

## Archivio
La documentazione proveniente dal Lloyd austriaco, dal Lloyd triestino e dai Cantieri riuniti dell'Adriatico è stata depositata dalla Fincantieri CNI spa presso l’Archivio di Stato di Trieste, ed è riunita nel fondo denominato Arsenale triestino San Marco (estremi cronologici: 1861-1962).